# Tisău
Tisau là một xã thuộc hạt Buzău, România. Dân số thời điểm năm 2002 là 5185 người.